# Gottfried Keller
Pour les articles homonymes, voir Keller.
Gottfried Keller, né le 19 juillet 1819 à Zurich et mort le 15 juillet 1890 dans la même ville, est un nouvelliste, romancier et poète suisse de langue allemande.

## Biographie

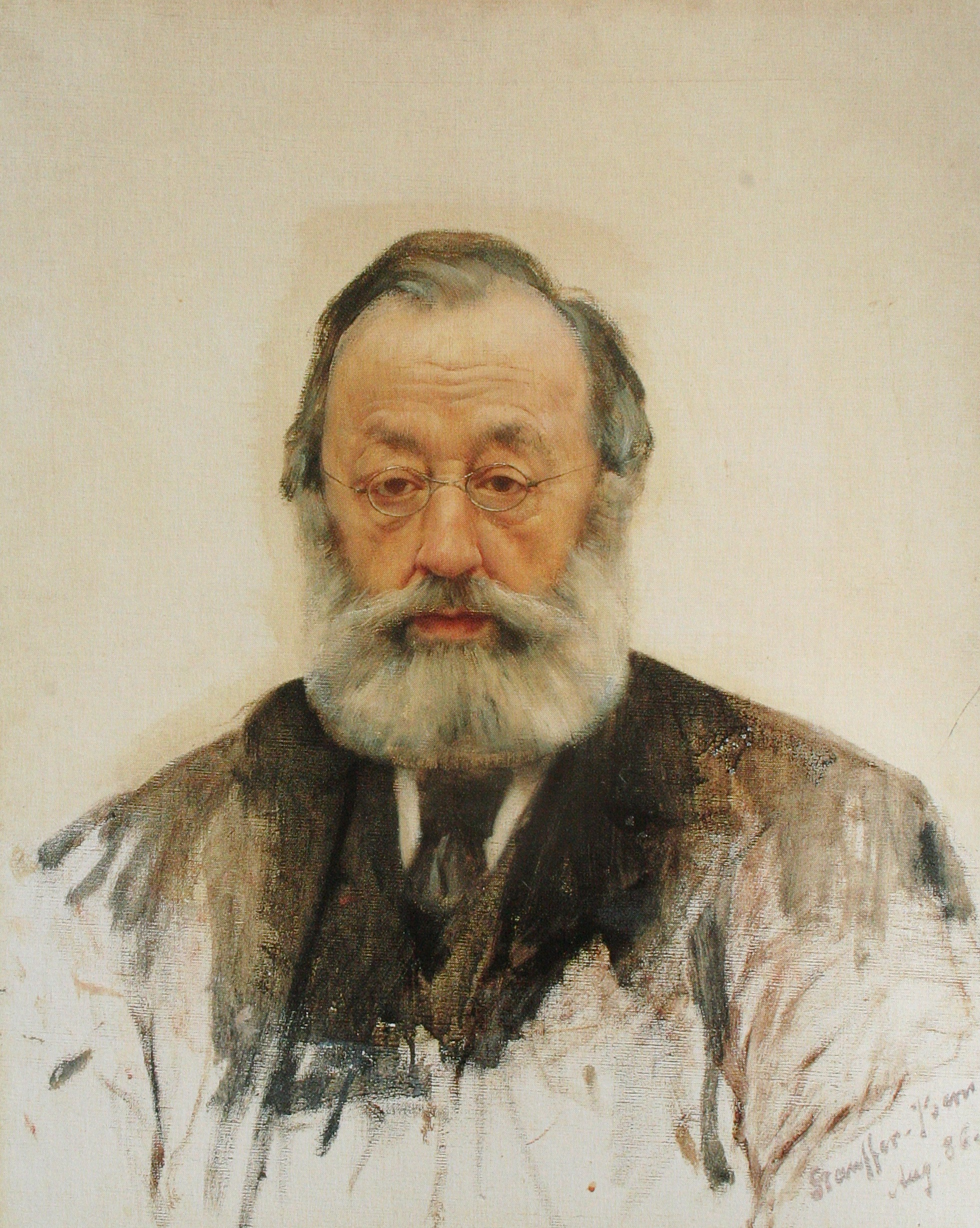
Portrait par Karl Stauffer-Bern (1886).

Fils d'un maître artisan ambitieux, Gottfried Keller est affecté par la mort de son père, alors qu'il n'a que cinq ans. Sa mère se remarie, mais l'enfant garde le sentiment d'être marginal. À 14 ans, il est renvoyé de l'école cantonale pour indiscipline. La question de son avenir se pose et Keller décide de devenir peintre paysagiste. Après un passage dans quelques ateliers zurichois, il effectue un voyage d'études à Munich (1840-1842). Mais l'expérience munichoise se solde par un échec : son talent n'est pas à la hauteur de ses espérances. De retour à Zurich, il s'intéresse à la politique ; son libéralisme lui donne l'occasion de rédiger des poèmes politiques. Keller a choisi son camp : face à l'État fédéraliste conservateur et protecteur de la religion, dont se revendique le romancier Jeremias Gotthelf, il est radical, partisan du développement de structures démocratiques et des libertés du peuple.
Son premier recueil de poésies parait en 1846. Il faut toutefois attendre son séjour à Berlin (1850-1855) pour que sa vocation littéraire s'affirme. Il s'agit certes pour Keller d'une époque de solitude et de misère matérielle, mais aussi de contacts intellectuels fructueux avec des artistes et des écrivains, au premier rang desquels le philosophe Ludwig Feuerbach, auteur de L'Essence du christianisme (1841). L'influence de ce dernier est visible dans le deuxième recueil de poésies (1851), où Keller proclame entre autres sa libération de la croyance en l'au-delà. En 1855, il rédige alors son premier roman, Henri le vert (Der grüne Heinrich), roman autobiographique, ou plus précisément Bildungsroman (roman de formation), que les critiques allemands ont rapidement comparé au Wilhelm Meister de Goethe. Une nouvelle version enrichie sera publiée en 1880.
De retour en Suisse, Keller s'est forgé une réputation littéraire, mais il demeure cependant passionné par la politique. En 1861, il est ainsi nommé premier chancelier d'État du canton de Zurich, poste qu'il conserve jusqu'en 1876. Il est moins disponible pour son œuvre, mais renoue avec son génie dans les Sept légendes (1873), les Gens de Seldwyla (1873-74), ou encore les Nouvelles zurichoises (1878). Il assiste au baptême de la future médecin Josephine Zürcher dont les parents sont des amis proches.
Les dernières années sont fécondes. Le vieillard solitaire peint par Arnold Böcklin livre deux romans, L'Épigramme (1881) et Martin Salander (1887). Le premier est aimable, mais moins en prise avec son temps que le second, où Keller dénonce les travers qui menacent la Suisse, notamment le capitalisme débridé et la destruction de l'environnement. Son dernier recueil de poésies est publié en 1883. Un an avant sa mort, il a le plaisir de voir paraître une édition intégrale de ses œuvres, réunies en dix volumes. Son audience est grande, tant en Suisse qu'en Allemagne.

## Postérité
Au sein de la littérature suisse de langue allemande du XIXe siècle, Gottfried Keller côtoie un autre classique, tout comme lui poète et romancier, Conrad Ferdinand Meyer. Ses œuvres en prose ont été traduites en français et éditées par L'Âge d'Homme et les éditions Zoé.
Tous les deux ou trois ans, depuis 1922, la fondation Martin Bodmer décerne un prix Gottfried-Keller. C'est le plus ancien prix littéraire de Suisse.

## Œuvre
- Poésies (1846)
- Poésies nouvelles (1851)
- Henri le vert (1853-1855 ; nouvelle version : 1879-1880)
- Les Gens de Seldwyla (tome premier : 1856, tome second : 1874)
- L'habit fait le moine (Kleider machen Leute) (1866)
- Sept légendes (1872)
- Nouvelles zurichoises (1878)
- L’Épigramme (1881)
- Recueil de poésies (1883)
- Martin Salander (1886)

« C'est là justement ce que notre époque a pour mission d'accomplir et de procurer, à savoir une parfaite sécurité du droit et de l'honneur, quelle que soit notre croyance ou notre conception de l'univers, et cela non pas seulement dans la législation, mais aussi dans les relations personnelles et familières des hommes entre eux.(...) Au reste, l'homme apprend tous les jours quelque chose, et personne ne saurait dire sûrement ce qu'il croira au soir de sa vie. »

— Gottfried Keller, Henri le vert

### Œuvres traduites en français
(Les œuvres sont classées par ordre de parution en allemand)
- Henri le vert (1853-1855 ; nouvelle version : 1879-1880)
  - La Baconnière, 1933
  - Aubier, 1946
  - L'Âge d'homme, 1987
  - Zoé, 2024 (nouvelle traduction)
- Les Gens de Seldwyla (tome premier : 1856, tome second : 1874)
  - Traduction intégrale
    - Zoé, 2020

  - Traductions partielles
    - Les trois Justes (comprend : Pancrace le boudeur ; les trois justes ; c'est l'habit qui fait l'homme), Genève, Georg & Paris, Crès, 1920
    - Roméo et Juliette au village, 
      - Borel, 1895 (Extrait de Gens de Seldwyla)
      - Skira, 1943
      - In Trois nouvelles, Guilde du livre, 1943
      - Plein chant, 1979
      - L'Âge d'homme, 1983

    - L'habit fait le moine, suivi de L'artisan de son bonheur, Hatier, 1933
      - Roissard, 1955
- Sept légendes (1872)
  - Rieder, 1921
  - Aubier, 1943
- Nouvelles zurichoises (1878)
  - Traduction partielle
    - Le bailli de Greifensee, Aubier, 1942
- L’Épigramme (1881)
  - L'Âge d'homme, 1974
- Martin Salander (1886)
  - Zoé, 1991

### Iconographie
- 1886 - Portrait de Gottfried Keller par Karl Stauffer-Bern
- n.d. - Buste de von Gottfried Keller par Otto Bänninger (1897-1973), bronze patiné

### Hommage
- (11588) Gottfriedkeller, astéroïde.
- La Fondation Gottfried Keller crée à la suite du legs de Lydia Welti-Escher porte son nom.
- Le prix Gottfried-Keller porte son nom.

### Sources bibliographiques
- Pierre-Olivier Walzer (dir.) : Dictionnaire des littératures suisses, Éditions de l'Aire, Lausanne, 1991
- Raetus Luck (Bibliothèque nationale suisse) : « Le poète de la tristesse et de la joie », (article paru dans la Revue suisse, pour le centenaire de la mort de Keller, en 1990)
- (de) Heidi Thomann Tewarson, Die ersten Zürcher Ärztinnen: Humanitäres Engagement und wissenschaftliche Arbeit zur Zeit der Eugenik, Schwabe AG, 29 août 2018 (ISBN 978-3-7965-3876-6, lire en ligne)